# Syzygium leucoxylon
Syzygium leucoxylon är en myrtenväxtart som beskrevs av Pieter Willem Korthals. Syzygium leucoxylon ingår i släktet Syzygium och familjen myrtenväxter. Inga underarter finns listade i Catalogue of Life.